# 하이 크라임 (2002년 영화)
《하이 크라임》(영어: High Crimes)은 미국에서 제작된 칼 프랭클린 감독의 2002년 법정 스릴러 영화이다. 애슐리 저드, 모건 프리먼, 짐 커비즐, 애덤 스콧 등이 출연하였고, 제시 비턴 등이 제작에 참여하였다. 조지프 핀더의 1998년 동명 소설에 기반을 두었다.
모건 프리먼은 이 영화를 통해 2002년 제2회 BET 어워드 남우 주연상과 2003년 제34회 NAACP 이미지 어워드 영화 부문 남우 주연상 후보에 올랐다.

## 줄거리
성공한 형사 전문 변호사 클레어는 목수 남편 톰과 캘리포니아주 머린군에서 평온한 삶을 살고 있다.
어느 날 갑자기 톰이 샌프란시스코 유니언 스퀘어에서 연방수사국(FBI)에 체포되고, 1990년 엘살바도르 마을에서 비무장한 민간인 9명을 살해한 혐의로 기소된다. 클레어는 톰이 과거 해병대 소속으로 비밀 군사 작전을 수행했으며 지난 12년간 도주 중이었다는 사실을 알고 충격을 받는다.
톰은 자신이 결백한 희생양에 불과하며 진범은 빌 마크스 준장의 부관이라고 주장한다. 일급 비밀 군사 재판이 시작되고 톰의 변호인으로 젊고 미숙한 테런스 엠브리 중위가 배정되자 클레어는 변호팀에 합류하는 한편 전 군법무관 찰리 그라임스를 고용한다.

## 출연진
- 애슐리 저드 - 클레어 큐빅 역
- 모건 프리먼 - 찰리 그라임스 역
- 짐 커비즐 - 톰 큐빅/로널드 “론” 채프먼 역
- 애덤 스콧 - 테런스 엠브리 중위 역
- 어맨다 피트 - 재키 그리몰디 역
- 브루스 데이비슨 - 빌 마크스 준장 역
- 마이클 개스턴 - 루커스 월드런 소령 역
- 톰 바워 - 멀린스 특수 요원 역
- 주드 치컬렐라 - 패럴 대령 역
- 에밀리오 리베라 - 엘살바도르 남자 역
- 마이클 섀넌 - 트로이 애벗 역
- 폴라 제이 파커 - 그레이시 역

## 기타 제작진
- 공동 제작: 나오미 더프레이
- 협력 제작: 데니스 E. 존스
- 배역: 맬리 핀
- 미술: 폴 피터스
- 의상: 섀런 데이비스